# 元清閣

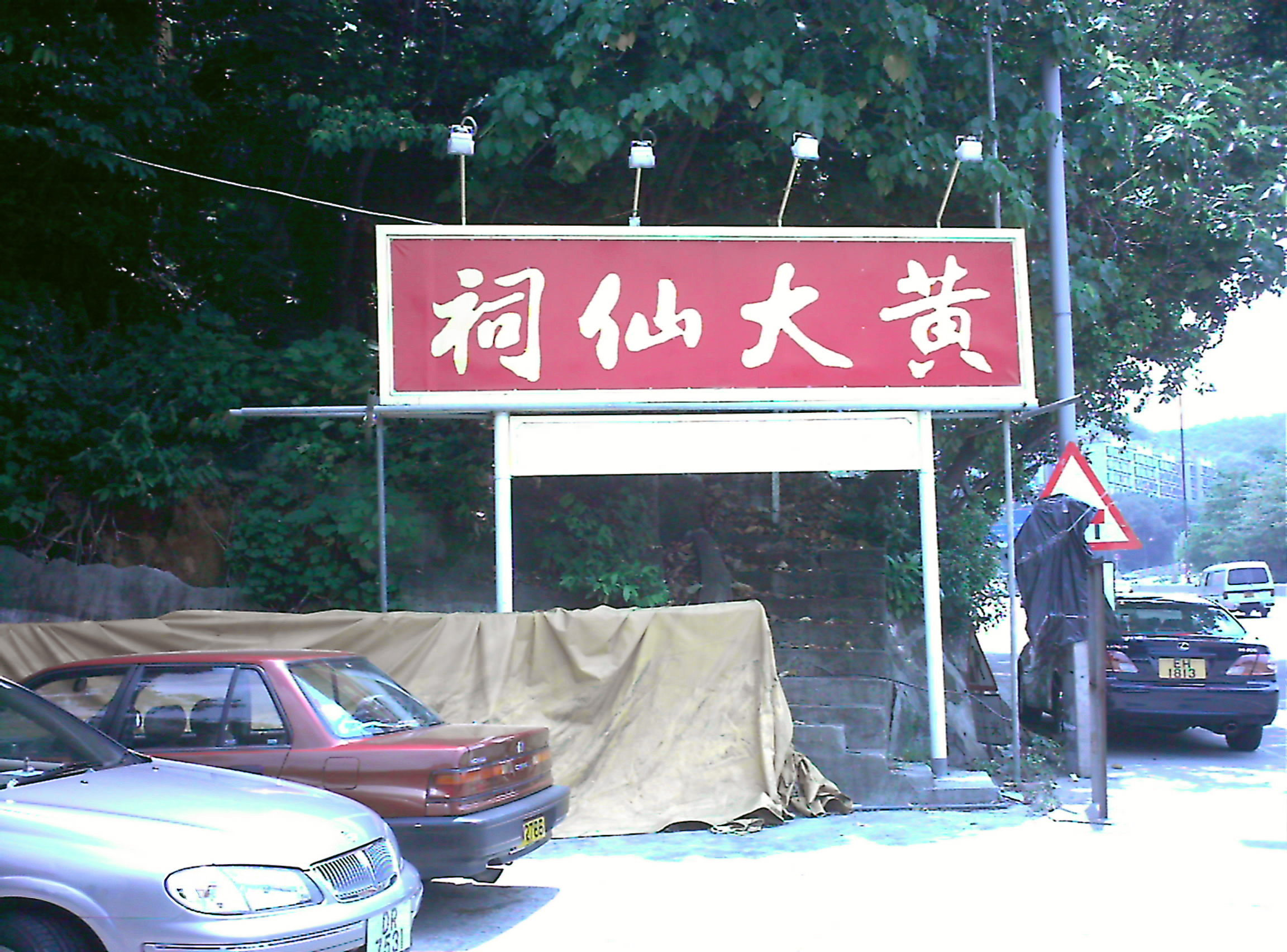
黃大仙元清閣的山門：黃大仙祠

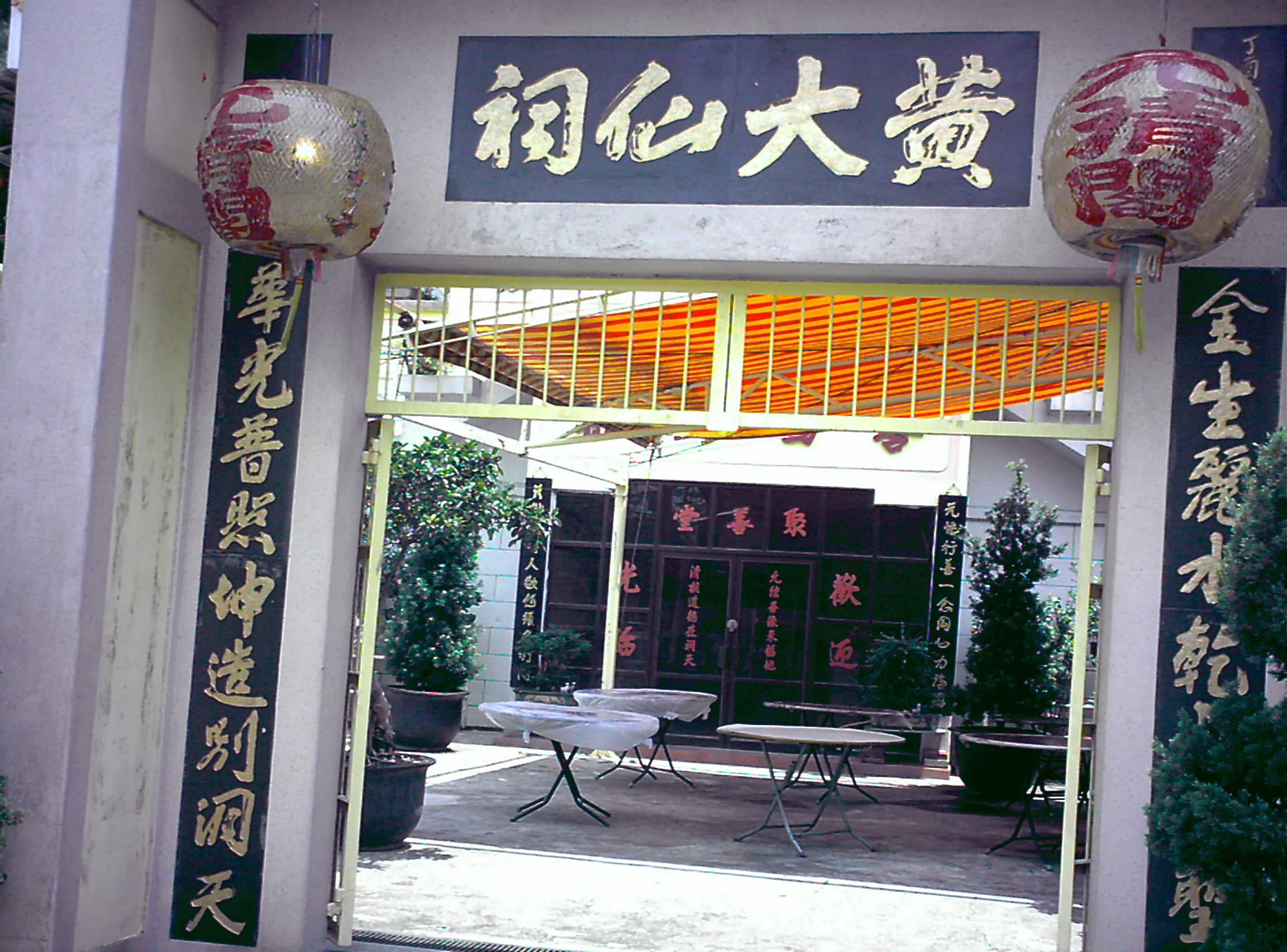
黃大仙元清閣的大門對聯：「金生麗水乾卜留聖跡；華光普照坤造別洞天。」

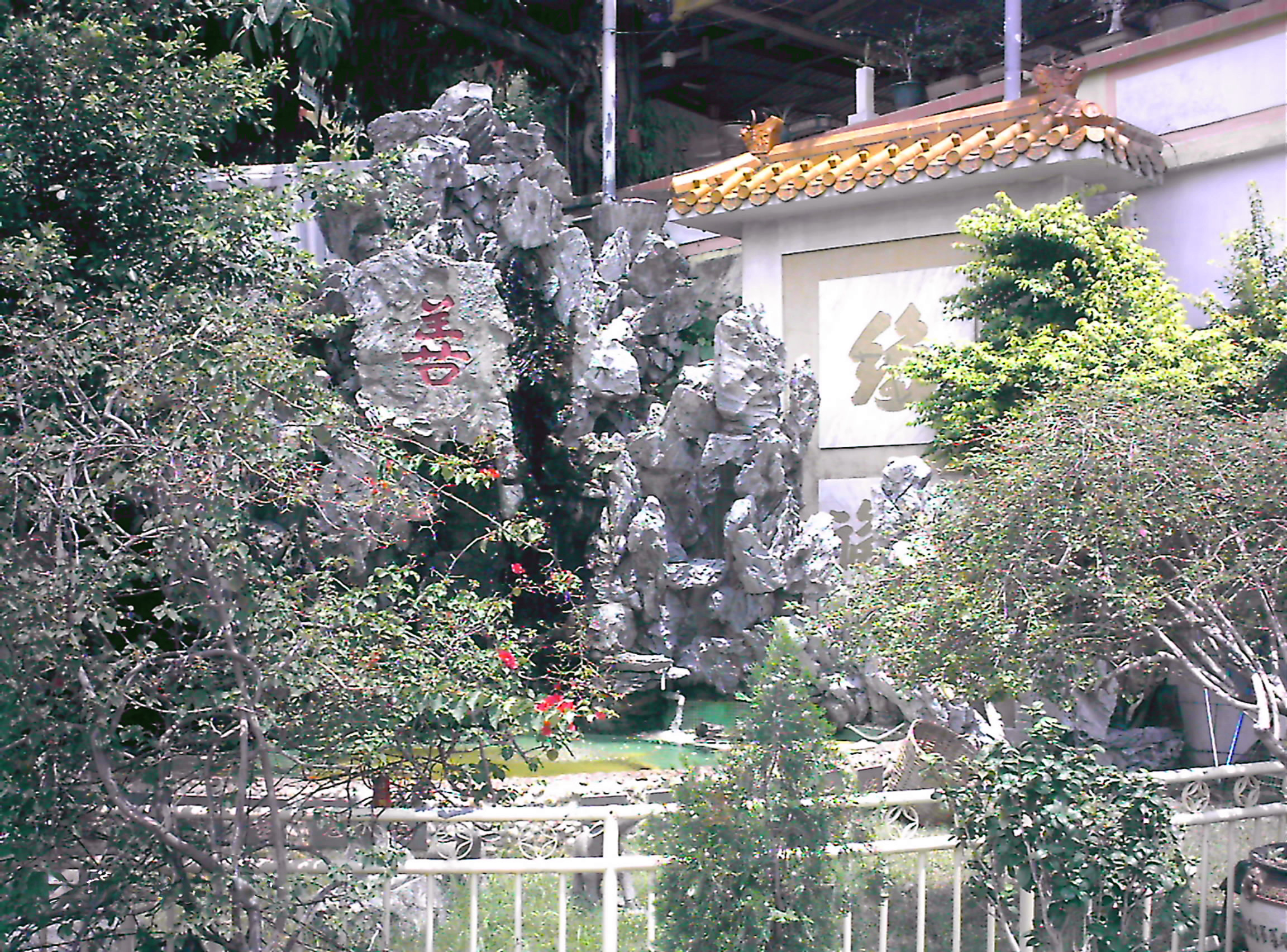
黃大仙元清閣的風水池塘

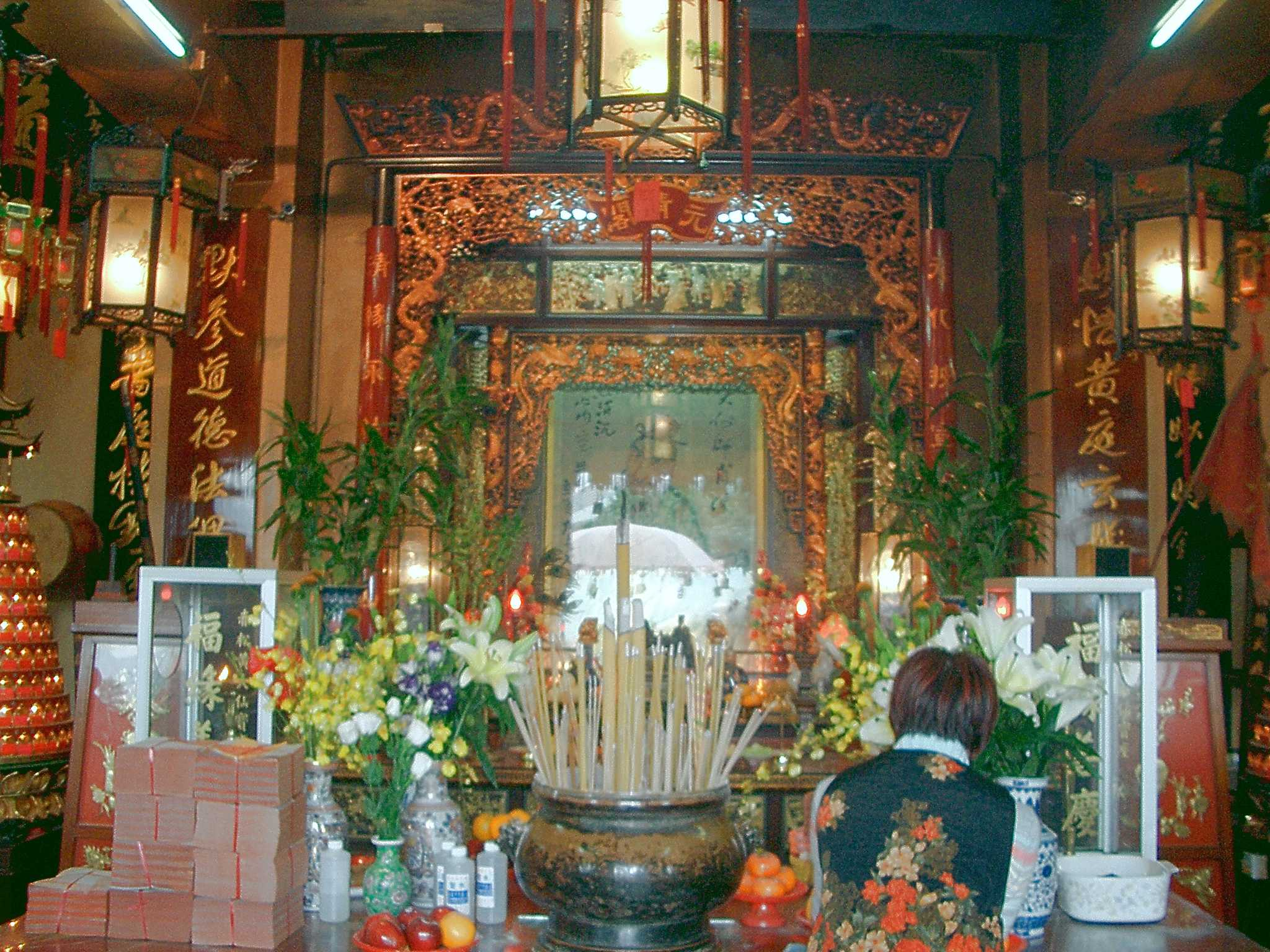
香港，呈祥道，元清閣，主祈：黃大仙祭臺

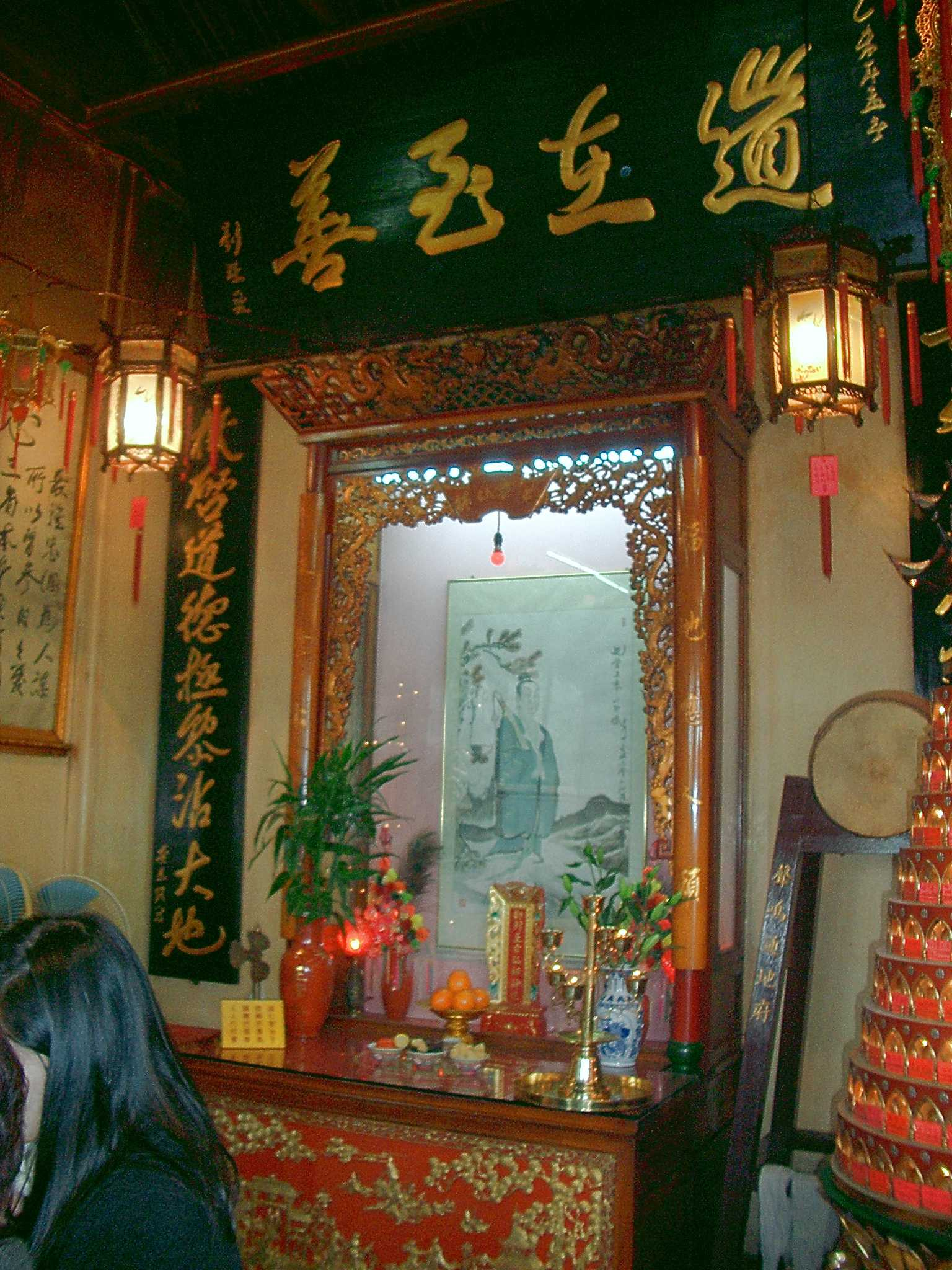
香港，呈祥道，元清閣，王章祭臺

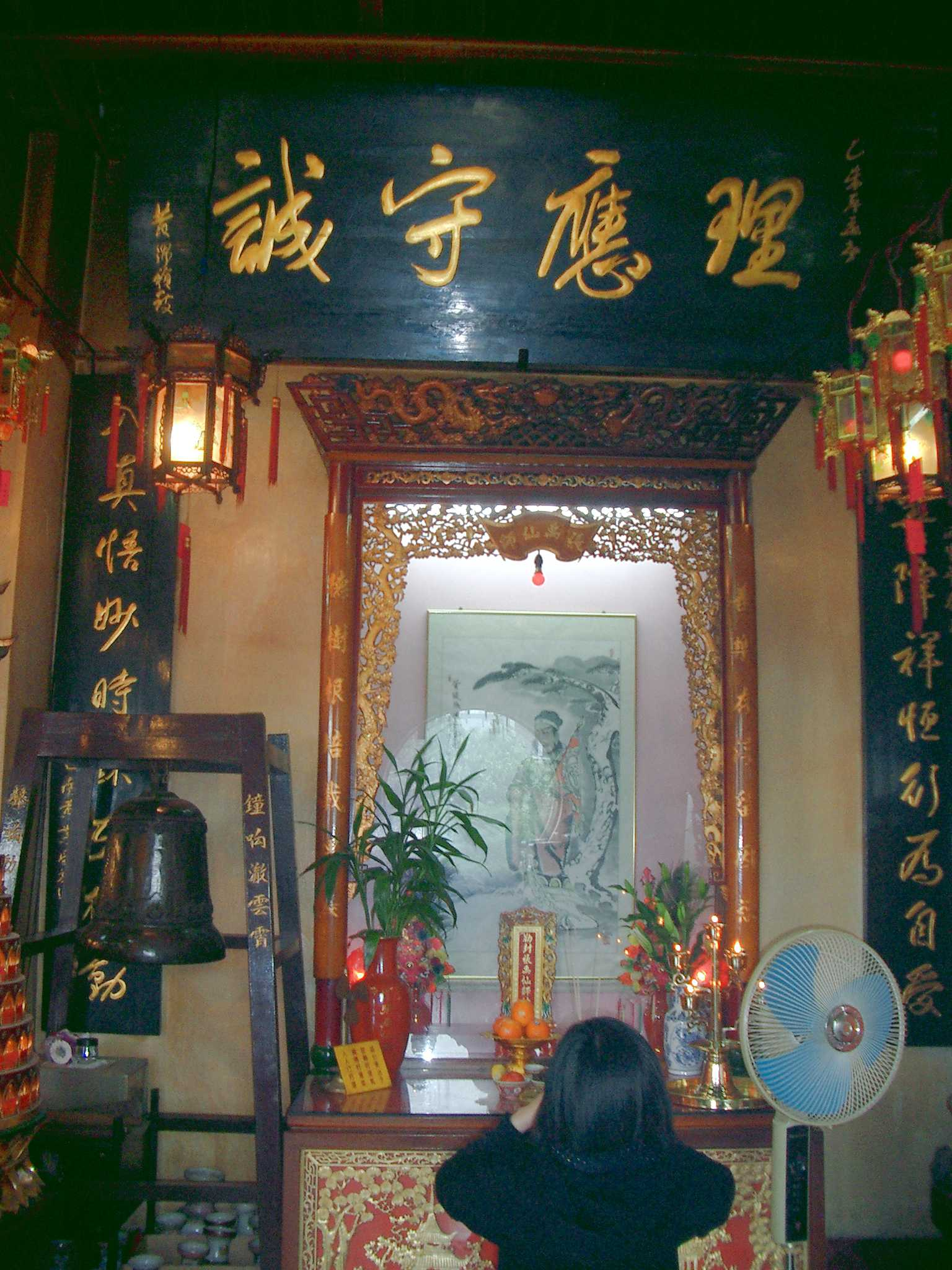
香港，呈祥道，元清閣，張禹祭臺

元清閣（英文：Yuen Ching Kok）是香港一所供奉黃大仙的道教廟宇，位於九龍呈祥道的新圍村，地址為九龍蘇屋琵琶山一段的呈祥道6449號地段，佔地面積約2萬平方英尺，分成高低兩組建築群。

## 歷史
在香港日治時期，居住在九龍西部的市民前往嗇色園參神時屢受到日軍凌辱。那時，潮州商人周亮星先生得知居民苦況，便專程在1942年4月15日（星期二）到嗇色園禮請黃大仙傳聖土瓜灣北帝街23號二樓，道壇初名為「駐憇亭」。法壇及後於1942年8月22日（星期六）遷往九龍聯合道38號三樓，1942年9月25日（星期五）更名「黃大仙元清閣」，並定農曆十月初十日為成立日。爾後，黃大仙屢降乩示，指示當屆理事朝青山道覓地置閣，後蒙潮商陳創穆先生捐地，遂在九龍青山道的新圍村現址建設了香港另一座供奉黃大仙的道觀。現時的建築物在1955年春季落成，1955年4月24日（農曆閏三月初三日，星期日）舉行開光大典。

## 近況
在2019年8月10日舉行第16屆董事會就職典禮。
```
 永遠會長：周漢彬 先生
 榮譽會長：李耀輝 博士（黃大仙嗇色園監院）、
          梁德華 道長（香港道教聯合會主席）、
          林偉強 太平紳士（新界鄉議局副主席）、
          麥美娟 女士（立法會議員）、
          陳昌達 先生（會計師）、
          黃維溢 道長
```

```
 主席：何炳堃 先生
 副主席：周修忠 先生、
        何鑑周 先生、
        曾全安 先生、
        彭洪輝 先生
 董事：莊順宜 先生、
       劉國強 先生、
       周卓桑 先生、
       利國強 先生、
       邱兆康 先生、
       林少麟 先生、
       周厚立 先生、
       歐國章 先生、
       鄭炳坤 先生
```

戶外有蓋食堂：在農曆初一日、十五日及農曆8月23日的「黃大仙寶誕」，設有免費素食招待前來觀光的人士。

## 現時建築
- 大門
  - 橫匾：「黃大仙祠」
  - 對聯：「金生麗水乾卜留聖跡；華光普照坤造別洞天。」
- 主殿供奉道教的黃大仙像、「王章」像、「張禹」像；

## 服務
- 它是目前中唯一提供扶乩服務給民眾的「黃大仙道觀」， 善信只需把需要詢問的事情以紅色信箋寫好，在主殿的檀前燒化給黃大仙的聖像，坐在側堂的乩童會受感應寫出四句七言律詩回答。
- 元清閣設有乩壇，恭請仙佛，為善信指點迷津。
- 對外開乩時間：初一、十五：中午十二時 至 下午四時，星期六：下午二時 至 五時
- 免費齋菜：逢初一，十五，正月初七（人日）及農曆8月23日的黃大仙寶誕，午膳時間，元清閣食堂設有免費齋菜（食券派發時間11:00–12:20） ，招待善信。

## 交通
- 乘搭前往蘇屋邨的巴士，然後沿明愛醫院方向前往，再穿過行人天橋便是。此外亦可乘搭九巴72及81在爾登華庭站下車，然後沿大埔道步行前往。
- 逢初一，十五，正月初七（人日） 及 農曆8月23日的黃大仙寶誕，上午10時30分及11時正，在美孚新邨百老匯街設有兩班免費的客車接載觀光客前往參觀。回程時間在下午1時45分及2時30分。

## 外部連結
- 黃大仙元清閣的官方網站 （页面存档备份，存于）（中文）
- 2009年6月拍攝黃大仙元清閣的影像 （页面存档备份，存于）